# Roberta Bruni
Pour les articles homonymes, voir Bruni.
Roberta Bruni (née le 8 mars 1994 à Rome) est une athlète italienne, spécialiste du saut à la perche.

## Biographie
Elle faisait partie du Gruppo Sportivo Forestale (Eaux et forêts) avant d’être incorporée dans le Centro Sportivo Carabinieri, lors de la fusion de deux corps. Elle est entraînée par Riccardo Balloni. Elle réside à Nazzano, mais elle s’entraîne à Rieti.
Le 17 février 2013 à Ancône, Roberta Bruni bat le record italien en salle avec 4,60 m, alors qu'elle est junior. Puis le 29 mai à Formia, elle saute 4,40 m, record national junior. Elle a terminé 3e des Championnats du monde juniors en 2012 et 6e des Championnats jeunesse en 2011.
Revenant d'une blessure, elle ne se classe que 5e des Championnats d'Europe juniors à Rieti pour son retour à la compétition. En raison de sa méforme, elle renonce à sa sélection pour les Championnats du monde à Moscou.
Le 13 juin 2019, elle franchit 4,46 m à Prague, record personnel de 2013 battu.

## Palmarès
| Date | Compétition                    | Lieu      | Résultat | Marque |
| ---- | ------------------------------ | --------- | -------- | ------ |
| 2011 | Championnats du monde cadets   | Lille     | 9e       | 4,00 m |
| 2012 | Championnats du monde juniors  | Barcelone | 3e       | 4,20 m |
| 2013 | Championnats d'Europe juniors  | Rieti     | 5e       | 4,15 m |
| 2019 | Universiade                    | Naples    | 1re      | 4,46 m |
| 2022 | Championnats du monde en salle | Belgrade  | 11e      | 4,30 m |
| 2022 | Championnats d'Europe          | Munich    | 7e       | 4,55 m |
| 2024 | Jeux olympiques                | Paris     | 14e      | 4,40 m |

## Records
| Épreuve          | Épreuve   | Marque      | Lieu    | Date            |
| ---------------- | --------- | ----------- | ------- | --------------- |
| Saut à la perche | Plein air | 4,73 m (NR) | Chiari  | 18 juin 2022    |
| Saut à la perche | En salle  | 4,65 m (NR) | Roubaix | 14 février 2024 |